# Шагов, Александр Анатольевич
Александр Анатольевич Шагов (10 июля 1962, Малаховка, Московская область) — советский и российский футбольный тренер. Заслуженный тренер Российской Федерации. Стоял у истоков развития отечественного женского футбола. Воспитал десятки игроков женских сборных команд СССР, Украины, России по футболу. Входил в тренерский штаб российской молодёжки, выигравшей в 2005 году Чемпионат Европы по футболу (девушки до 19 лет). Весной 2015 года отмечен УЕФА специальной наградой «За вклад в развитие женского футбола».
Воспитанник ДЮСШ «Спартак» (Москва). Выступал за молодежные команды красно-белых вместе с Сергеем Родионовым, Борисом Поздняковым, Геннадием Морозовым. Завершил карьеру в командах мастеров в 21 год из-за травмы. Позднее играл в соревнованиях коллективов физкультуры.
Окончил МОГИФК по специальности «Тренер-преподаватель по футболу».
В возрасте 25 лет возглавил женский футбольный клуб СКИФ Малаховка, образованный при МОГИФК и завоевавший бронзовые медали чемпионата СССР. Позднее работал с женскими клубами «Динамо» Киев, «Русь» Москва, «Калужанка», «КАМАЗ» и «Россиянка».
С 1993 по 2017 годы с перерывом работал главным и старшим тренером с студенческими, национальной, молодёжными и юниорскими женскими сборными командами по футболу, в том числе совмещал работу в сборной с работой в клубах. В 2001—2003, а также 2011—2013 работал в Академии московского «Спартака» в качестве заместителя директора и тренера. В 2013 году вернулся на пост тренера женской молодёжной сборной, где работал до 2017 года. В качестве наставника сборной участвовал в финальной части ЧЕ среди девушек до 19 лет 2005, 2006, 2011 года, а также в четвертьфинале ЧМ среди девушек до 20 лет 2004, 2006 года.
С 2018 года преподаёт в Академии тренерского мастерства имени К. И. Бескова (Москва). Работал старшим тренером футбольной Академии в Бронницах. В 2022 году назначен главным тренером женских команд футбольного клуба Премьер-Лиги ПФК "Сочи". В конце 2022 ушёл из женской команды "Сочи", отыграв с командой один сезон ЮФЛ среди девочек до 16 лет.

## Достижения
«СКИФ» (Малаховка)
- Чемпионат СССР по футболу среди женщин : бронзовые медали (1991)

«Динамо» (Киев)
- Чемпионат Украины по футболу среди женщин : чемпион (1992)
- Кубок Украины по футболу среди женщин : победитель (1992)

«Русь» (Москва)
- Чемпионат России по футболу среди женщин : серебряные медали (1993)

Женская студенческая сборная России по футболу
- Летняя Универсиада 1993 : бронзовые медали

Женская молодежная сборная России до 19 лет
- Чемпионат Европы по футболу 2005 (девушки до 19 лет): чемпион
- Чемпионат Европы по футболу 2006 (девушки до 19 лет): бронзовые медали